# Madonna del gatto (Leonardo)
La Madonna del gatto è un disegno giovanile di Leonardo da Vinci; ha stimolato la curiosità della critica, poiché non c'è certezza che Leonardo abbia poi realizzato questa stessa immagine su tavola o su tela.

## Descrizione e storia

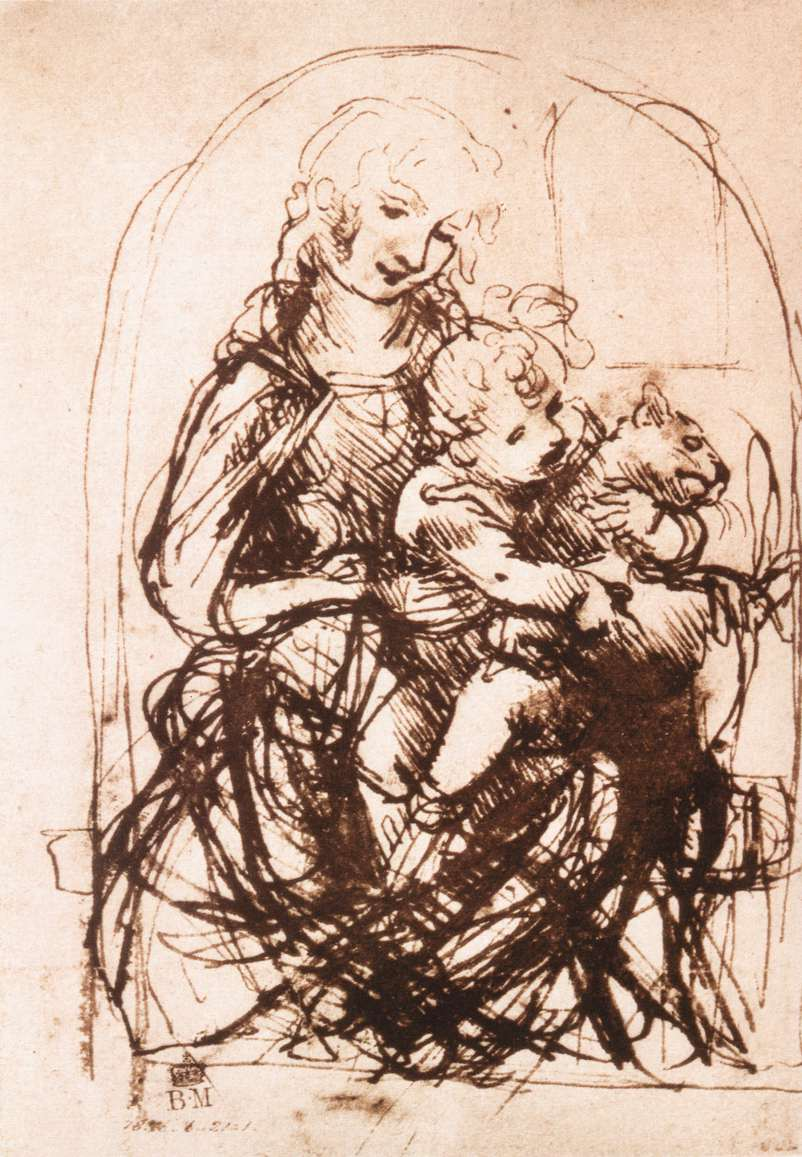
Leonardo da Vinci, Studio per la Madonna del gatto (recto), British Museum.

Il disegno rappresenta un bambino e una mamma che giocano amorevolmente con un gattino. Leonardo si fermò su questo tema e ciò ha fatto credere che un dipinto con la Madonna del gatto sia davvero esistito. Il disegno completo rappresenta due studi della Madonna col Bambino che carezza un piccolo gatto e tre studi del Bambino che carezza un gattino e il profilo di un giovane. Sul verso è delineata, a punta d'argento, una figura femminile, seduta accanto ad un unicorno, che potrebbe rappresentare l'Incontinenza.
Un altro foglio, con disegno sullo stesso soggetto, è a Firenze, al Gabinetto dei disegni e delle stampe. Il volto della Madonna somiglia a quello che appare nella incompiuta Epifania, del 1481, oggi agli Uffizi. Sul verso di questo disegno si vede un fanciullo che gioca con un gattino, mentre è seduto sul ventre della madre, della quale sono delineati solamente il braccio e la mano che sorregge le gambe del figlio. Del bambino sono delineate due varianti della testa e tre varianti delle spalle.
Un terzo disegno con la Madonna del gatto è al Museo Bonnat di Bayonne.
Schizzi sulla Madonna del gatto, ma che secondo Berenson sono imitazione di Leonardo, sono conservati a Windsor, alla Royal Library.

### Madonna del gattodi Leonardo ritrovata?
Nella leggenda attorno alla leonardesca Madonna del gatto s'inserì un curioso episodio: nel 1939 una tavola, abilmente invecchiata e dipinta in stile leonardesco, fu presentata a Milano, alla Triennale, a Palazzo Sforzesco; ma fu subito ritirata e sparì dalla circolazione. I giornali del tempo gridarono al ritrovamento eccezionale, avallato dal direttore della mostra, Giorgio Nicodemi che l'aveva riconosciuta come autentica. Si trattava invece di un falso, confezionato ad arte dal pittore genovese Cesare Tubino, alla cui morte, il 3 ottobre 1990, si seppe che questa Madonna del gatto era appesa nella sua camera da letto. Confessò nel testamento la sua trovata. Nei Classici dell'arte di Rizzoli, nel volume dedicato a Leonardo da Vinci, a p. 115 sono riprodotti due disegni autentici di Leonardo della Madonna del gatto (quello a Londra e quello a Firenze) e la notizia del ritrovamento nel 1939 di una tavola dipinta, definita come tarda e arbitraria composizione da disegni del maestro.

## Galleria d'immagini
Il soggetto Madonna del gatto, visto da altri pittori:

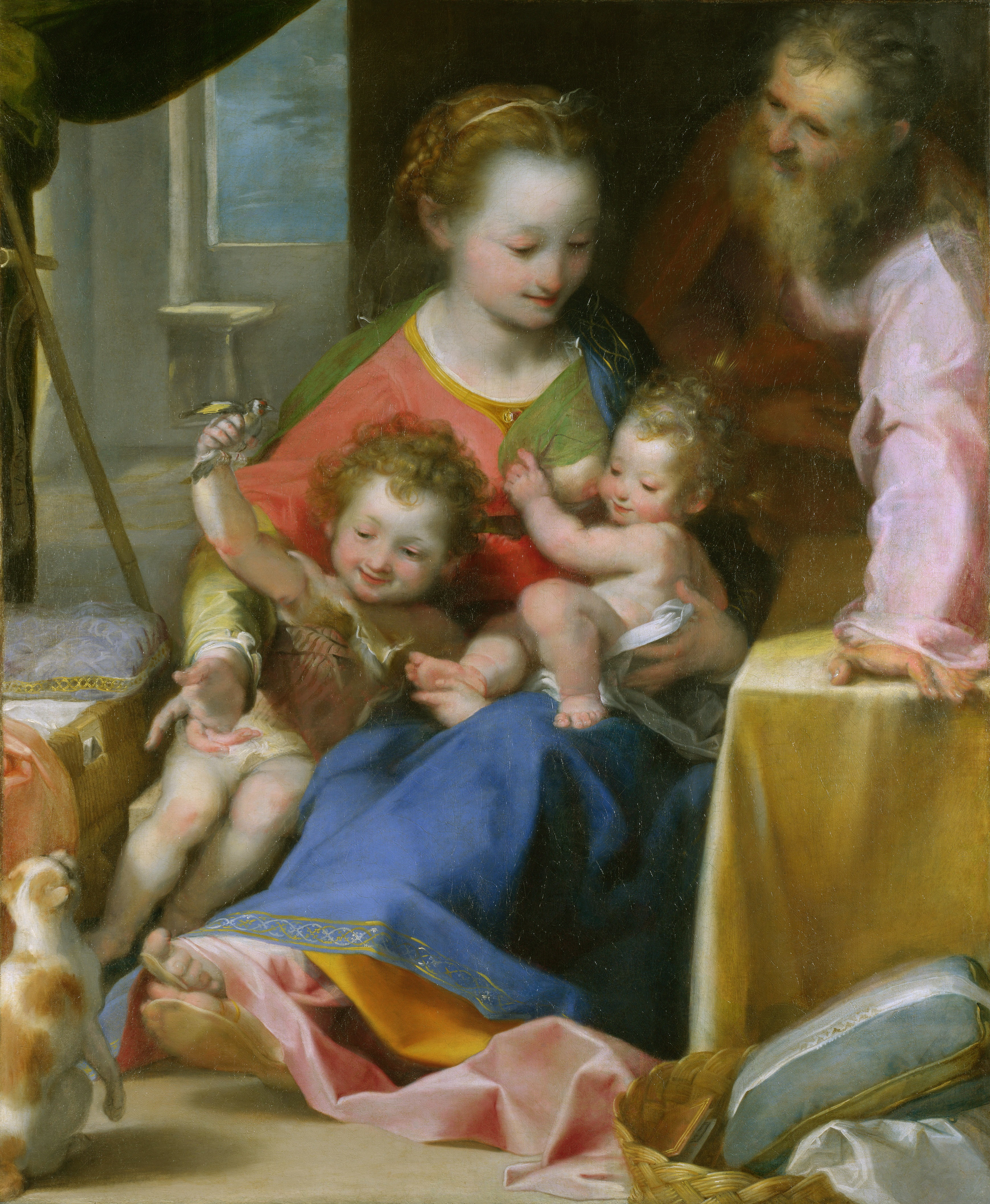
Federico Barocci, Madonna del gatto, Bambino Gesù, san Giuseppe, san Giovannino, 1575 c.
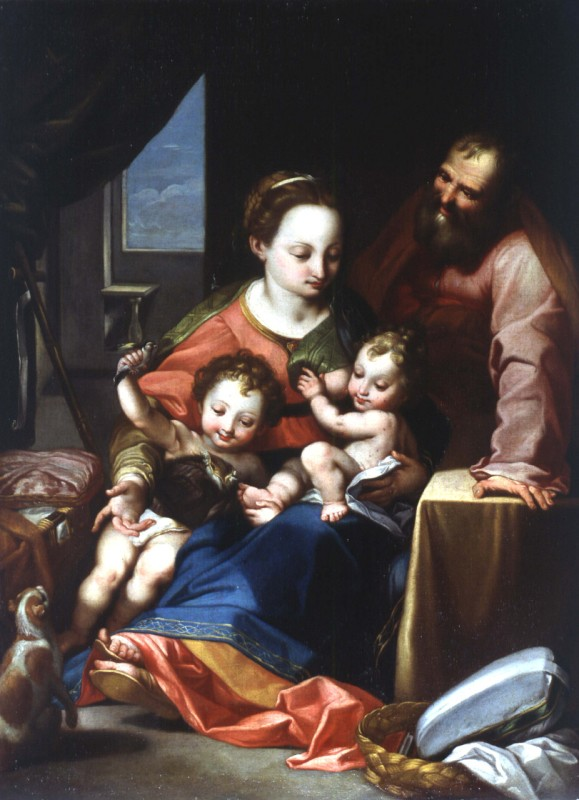
Madonna del gatto, Scuola emiliana, XVII secolo (da Federico Barocci)